# 阿莱西娅·菲利皮
阿莱西娅·菲利皮（義大利語：Alessia Filippi，1987年6月23日—），意大利女子游泳运动员。她曾代表意大利参加2004年、2008年和2012年夏季奥林匹克运动会游泳比赛，其中2008年奥运会获得一枚银牌。